# Sam Underwood
Sam Lewis Underwood (Woking, 4 augustus 1987) is een Engels acteur. Hij speelde in diverse films en series, waaronder The Drummer, Fear the Walking Dead en Dynasty.

## Filmografie

### Film
- 2013: The Last Keepers, als Oliver Sands
- 2017: Hello Again, als Leocadia
- 2021: The Drummer, als Darien Cooper

### Televisie
- 2013: Zero Hour, als Martin Krupp
- 2013: Dexter, als Zach Hamilton
- 2013: Homeland, als Leo Carras
- 2014-2015: The Following, als Luke en Mark Gray (tweeling)
- 2017: Fear the Walking Dead, als Jake Otto
- 2018: Madam Secretary, als Andrew Hill
- 2019-2022: Dynasty, als Adam Carrington
- 2023: The Rookie: Feds, als Roman Griffith

## Theater
- 2010: Candida, als Marchbanks
- 2010: Equus, als Alan Strang
- 2010: Veritas, als Lumbard
- 2011: Hamlet, als Hamlet
- 2012: The Picture of Dorian Gray, als Dorian Gray